# MAS 500
I MAS 500 furono dei motoscafi armati siluranti concepiti verso la fine degli anni trenta del ventesimo secolo; vennero dotati di motori Isotta Fraschini Asso 1000. Ne furono prodotte 75 unità tra il 1937 e il 1941, e ne erano in servizio 48 nel 1940. Efficienti in acque assai calme, la loro carena a spigolo con gradino non le rendeva adatte per mari più agitati.
Avevano un motore principale di 2000 CV, e le prime due serie erano dotate di un motore ausiliario da 80 CV. 
La velocità  era per la prima e seconda serie di 48 nodi (col motore principale) e di 6 nodi (motore ausiliario), mentre per la terza e quarte serie, più pesanti di oltre 4 tonnellate, scendeva a 43 nodi. Il loro armamento era di una mitragliera contraerea da 13,2mm, che venne sostituita da una da 20 mm nella III e IV serie; le armi principali erano due siluri da 450 mm, ed una tramoggia per le bombe di profondità. L'equipaggio era formato da nove uomini.

## Storia
Nel 1935 venne ordinato al cantiere Baglietto un prototipo, cui fece seguito un primo gruppo di battelli (MAS 501 – 524) a vari cantieri, di cui 10 allo stesso cantiere Baglietto; lo scafo era composto da un triplice fasciame in legno, con una intralicciatura longitudinale in acciaio saldato nelle sue componenti. Venne ordinato un venticinquesimo battello (che assunse la denominazione di MAS 525) ai Cantieri Riuniti dell’Adriatico di Monfalcone per valutare il comportamento di uno scafo metallico in leghe leggere, che era parzialmente chiodato.

## Serie
Le serie create furono:
- Tipo "Velocissimo Classe 500 prima serie sperimentale MAS 424" (1937 - 1943)
- Tipo "Velocissimo Classe 500 prima serie" (1937 - 1943)
- Tipo "Sperimentale MAS 551" (1939 - 1941)
- Tipo "Velocissimo Classe 500 seconda serie" (1939 - 1943)
- Tipo "Velocissimo Classe 500 terza serie" (1943 - 1943)
- Tipo "Velocissimo Classe 500 quarta serie" (1941 - 1943)
- Tipo "Velocissimo Classe 500 quinta serie" (1941 - 1941)